# ジェイリン・ハイアット
ジェイリン・デイビオン・ハイアット（Jalin Daveon Hyatt, 2001年9月25日 - ）は、アメリカ合衆国サウスカロライナ州アイアモ出身のアメリカンフットボール選手。ポジションはワイドレシーバー。

## 経歴

### カレッジ
テネシー大学に進学し、1年目の2020年シーズンは20レシーブ、276レシーブ獲得ヤード、2つのレシービングTDを記録した。
2021年シーズンは21レシーブ、226レシーブ獲得ヤード、2つのレシービングTDを記録した。
2022年シーズン開幕前に、ヘッドコーチのジョシュ・ハイペルからブレイク候補として名前を挙げられた。この言葉通り大幅に成績を伸ばし、67レシーブ、1,267レシーブ獲得ヤード、15のレシービングTDを記録。カレッジで最も優れたワイドレシーバーに贈られるフレッド・ビレトニコフ賞を受賞した。レギュラーシーズン終了後のオレンジボウルには出場せず、2023年のNFLドラフトにアーリーエントリーした。
| シーズン | レシーブ | レシーブ | レシーブ | レシーブ | レシーブ | ラン | ラン | ラン | ラン | ラン |
| シーズン | Rec      | Yds      | Avg      | Lng      | TD       | Att  | Yds  | Avg  | Lng  | TD   |
| -------- | -------- | -------- | -------- | -------- | -------- | ---- | ---- | ---- | ---- | ---- |
| 2020     | 20       | 276      | 13.8     | 48       | 2        | 1    | 3    | 3.0  | 0    | 0    |
| 2021     | 21       | 226      | 10.8     | 41       | 2        | 1    | 10   | 10.0 | 10   | 0    |
| 2022     | 67       | 1,267    | 18.9     | 78       | 15       | 1    | 0    | 0.0  | 0    | 0    |
| 通算     | 108      | 1,769    | 16.4     | 78       | 19       | 3    | 13   | 4.3  | 10   | 0    |